# Psacadina
Psacadina is een vliegengeslacht uit de familie van de slakkendoders (Sciomyzidae).

## Soorten
- P. disjecta Enderlein, 1939
- P. verbekei Rozkosny in Knutson & al., 1975
- P. vittigera (Schiner, 1864)
- P. zernyi (Mayer, 1953)